# ГЕС Мансу
ГЕС Мансу (порт. Usina de Manso) — гідроелектростанція на півдні Бразилії у штаті Мату-Гросу. Використовує ресурс із Ріу-Мансу, котра впадає зліва у Куябу (ліва притока Парагваю, або, за іншим підходом, права притока річки Сан-Лоренсо, котра вже впадає ліворуч у Парагвай).
У межах проєкту долину річки перекрили греблею висотою до 73 метрів, яка включає кілька частин: бетонну довжиною 140 метрів у річищі Ріу-Мансу, прилягаючі до неї земляні ділянки загальною довжиною 3120 метрів та кам'яно-накидний елемент довжиною 420 метрів. Крім того, для замкнення окремих понижень рельєфу існують сім дамб висотою від 4 до 16 метрів, виконані як кам'яно-накидні з глиняним ядром (три), кам'яно-накидна та земляна (по одній) та змішані (дві) споруди. Разом вони утримують велике водосховище з площею поверхні 427 км2 та об'ємом 7,3 млрд м3 (корисний об'єм 2,95 млрд м3), коливання рівня поверхні якого в операційному режимі  знаходяться між позначками 278 та 287 метрів НРМ (максимальний рівень на випадок повені збільшується до 289,8 метра НРМ).
Пригреблевий машинний зал обладнали чотирма турбінами типу Френсіс потужністю по 52,5 МВт, які при напорі у 57,5 метра повинні забезпечувати виробництво 806 млн кВт·год електроенергії на рік.
Видача продукції відбувається по ЛЕП, розрахованій на роботу під напругою 230 кВ.
Окрім виробництва електроенергії, гребля Мансу дає змогу регулювати рівень води в Куябі в періоди повеней і посух.